# Zinrilim
Zinrilim ou Zinri-Lim foi o último rei de Mari reinado de 1 776 a.C. até 1 761 a.C. e era filho de Iadul-Lim.

## Reinado

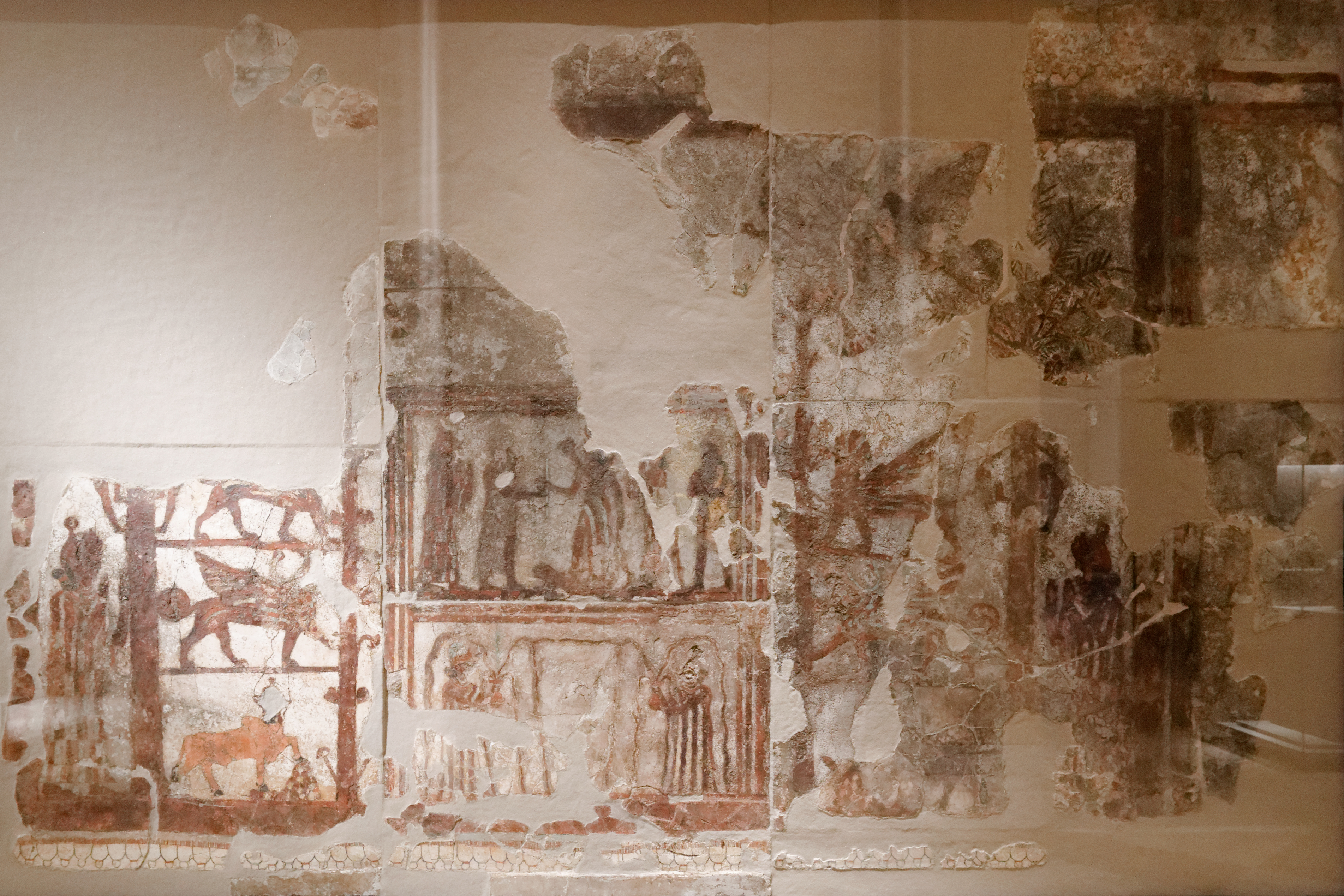
Investidura de Zinrilim no território de Mari.

Após a morte do rei assírio Samsiadade I, o reino da Assíria sofreu um impacto. Um chefe tribal chamado Banu-Simal expulsou Iasma-Adade, o filho de Samsiadade, em favor de Zinrilim, que também teve apoio do reino de Iamade. Após tomar o trono, Zinrilim casou-se com Sibtu, a filha do protetor Iarim-Lim.
Em 1 771 a.C., Zinrilim conquistou Rapicum, cidade vassala da Babilônia. Um de seus maiores concursos foi contra o príncipe Carni-Lim, que ameaçava grande parte da região. Para derrotá-lo, ele assinou uma aliança com a Babilônia, governada por Hamurabi. Manifestações subsequentes de amizade entre as duas cidades-estado ocultaram o trabalho de espionagem da Babilônia.  
Alguns anos depois, a Babilônia, auxiliada por Mari, enfrentou um ataque conjunto de Esnuna, Elão, a sub-área assíria, o guti e o reino de Malgum. Apenas um ano depois Hamurabi atacou Larsa, mas dessa vez, Zinrilim o ajudou a pagar pela guerra, embora ele não tenha enviado tropas. No ano seguinte, Hamurabi enfrentou Esnuna novamente, apoiado pelo reino de Manquisum, o subartu assírio e o guti, e venceu novamente. Não se sabe se, por medo desse boom ou por que motivo, Zinrilim rompeu a aliança com a Babilônia e ficou do lado de Malgum contra Hamurabi. Ele perdeu a guerra e se tornou um vassalo da Babilônia, junto com muitos outros estados da Mesopotâmia Superior.
No final de seu reinado, em 1 761 a.C., Zinrilim desapareceu durante uma revolta em Mari. O exército de Hamurabi entrou violentamente em Mari, destruiu seu palácio real, demoliu as muralhas, saquearam, queimaram e conquistaram a cidade.